# Câine dingo

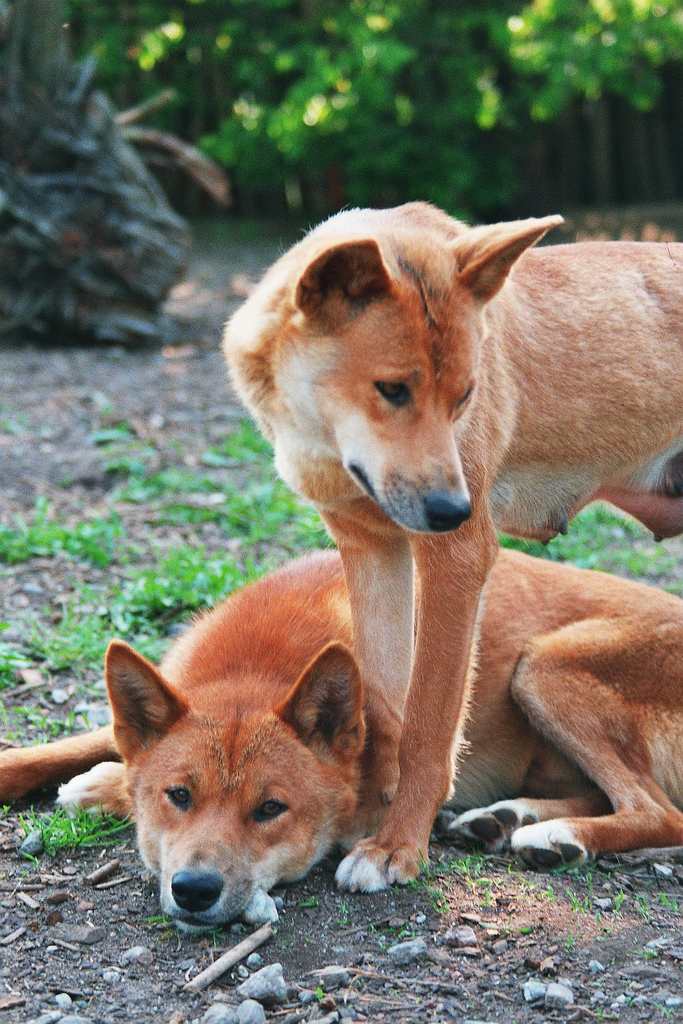
Câini dingo

Câinele dingo (Canis lupus dingo) trăiește în Australia și face parte din categoria câinilor resălbăticiți, alături de câinii paria din Orientul Mijlociu. Se presupune că ar fi fost introdus ca animal domestic de către primii oameni veniți pe continent, cu circa 30.000 de ani în urmă, și că s-ar fi sălbăticit ulterior.
Câinii dingo trăiesc în câmp deschis și în păduri, ajungând la talia unui câine lup mijlociu. Au în jur de 48–58 cm și aproximativ 22–32 kg. În general, masculii sunt mai dezvoltați decât femelele. Au ochii expresivi, colorați intens în diverse nuanțe, de la galben la portocaliu; urechile sunt mici, ascuțite și foarte mobile, iar blana este roșcată. Vânează izolat, în familie sau, ocazional, în haite. Hrana este alcătuită din mamifere precum cangurii mici sau oile. În timpul zilei stă, de cele mai multe ori, ascuns în vizuină.
Blana unui câine dingo adult este scurtă, stufoasă în zona cozii și variază în grosime și lungime, în funcție de climă.

## Etimologie
Numele "dingo" provine din limba Dharug folosită de australienii indigeni din zona Sydney.  Numele a fost înregistrat pentru prima oară în 1789 de către Watkin Tench în Narrative of the Expedition to Botany Bay:
„Singurul animal domestic pe care îl au este câinele, care în limba lor este numit Dingo, și care seamănă cu câinele vulpe din Anglia.”
Variantele numelui includ „tin-go” pentru o femelă, „din-go” pentru un mascul și „wo-ri-gal” pentru un câine mare. Dingo a primit diferite nume în limbile australiene indigene, printre care „boolomo”, „dwer-da”, „joogoong”, „kal”, „kurpany”, „maliki”, „mirigung”, „noggum-inura” și „wantibirri”. Oamenii din regiunea Yarralin, Teritoriul de Nord numesc câinii dingo care trăiesc împreună cu ei și „walaku”, și pe cei care trăiesc în sălbăticie „ngurakin”.

## Descriere
Câinele Dingo este un canid de dimensiuni medii, cu un corp slab, rezistent, conceput pentru viteză, agilitate și rezistență. Capul este cea mai largă parte a corpului, în formă de pană și proporțional cu corpul. Craniul este mai asemănător cu cel al șacalului decât cel al lupului sau al coiotului. În comparație cu craniul câinelui, dingo-ul posedă un bot mai lung, dinți carnasieni mai lungi, canini mai lungi și mai subțiri, un craniu mai plat, o creastă sagitală mai mare și mai multe linii nuchale. În 2014, a fost realizat un studiu privind specimenele de câine dingo din secolul al XX-lea, care este puțin probabil să fi fost influențați de hibridizarea ulterioară. Craniul s-a dovedit a fi diferit față de câinele domestic prin lățimea mai mare a osului palatal, înălțimea craniului mai mică și creasta sagitală mai largă. Bazându-se pe o comparație cu rămășițele unui dingo găsit la Fromme's Landing, craniul și scheletul câinelui dingo nu s-au schimbat în ultimii 3000 de ani.
Câinii Dingo captivi sunt mai lungi și mai grei decât cei sălbatici, deoarece aceștea au acces la o alimentație și o îngrijire veterinară mai bună. Masculul dingo sălbatic cântărește în medie 15,8 kg, iar femela 14,1 kg, comparativ cu masculul crescut în captivitate de 18,9 kg și femela de 16,2 kg. Lungimea medie a masculului sălbatic este de 125 cm, iar a femelei de 122 cm, comparativ cu masculul crescut în captivitate de 136 cm și femela de 133 cm. Înălțimea la greabăn a masculului sălbatic este de 59 cm, iar la femelă de 56 cm, comparativ cu cea a unui mascul crescut în captivitate de 56 cm și a femelei de 53 cm. Câinii Dingo din nordul și nord-vestul Australiei sunt adesea mai mari decât cei găsiți în Australia Centrală și de Sud.
Coada dingo-ului este lățită, de lungime medie și nu se curbează pe spate. Urechile sunt erecte. Ochii sunt triunghiulari (sau în formă de migdale) și sunt de culoare deschisă, maronii, cu margini întunecate. Atunci când merge, piciorul din spate al dingo-ului se îndreaptă spre piciorul din față. Câinii Dingo trăiesc în sălbăticie între 3-5 ani, puțini dintre ei depășind 7-8 ani. Au fost înregistrate cazuri de câini sălbatici ce au trăit până la 10 ani. În captivitate, aceștia trăiesc între 12-14 ani.